# Palafrenieri (Clodt von Jürgensburg)
I Palafrenieri sono due statue equestri bronzee realizzate dallo scultore russo Peter Jakob Clodt von Jürgensburg, donate nel 1846 a Ferdinando II delle Due Sicilie dallo zar Nicola I di Russia.
Le statue sono esposte ai lati della porta del giardino del Palazzo Reale di Napoli, sul lato verso il Maschio Angioino. Le stesse prendono anche il nome di Cavalli russi e la porta, a sua volta, è anche conosciuta come Porta dello zar.

## Storia

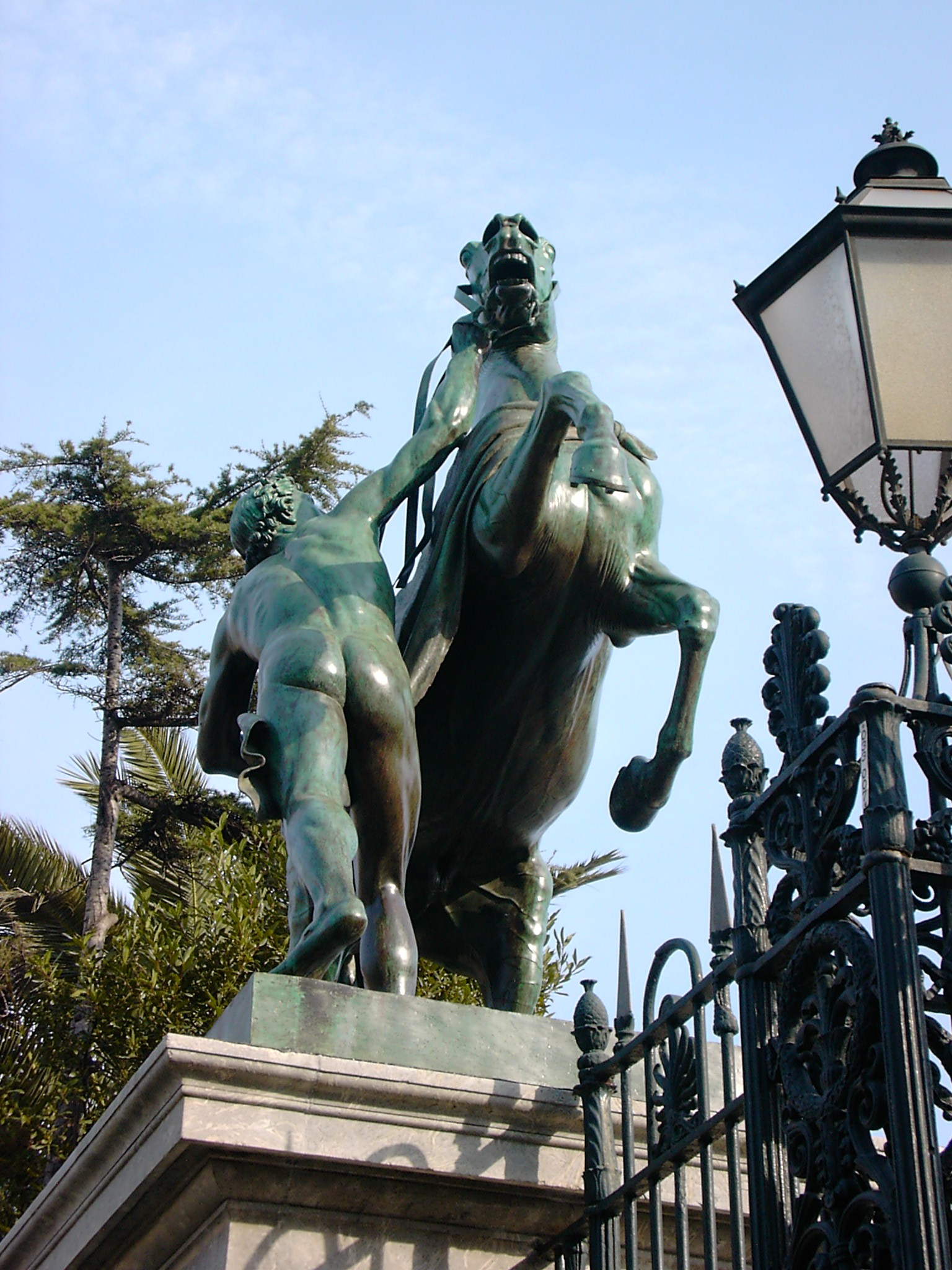
Il palafreniere di sinistra

Le due monumentali statue equestri furono donate alla città in seguito alla visita del regno fatta dalla moglie dell'imperatore russo, Aleksandra Fёdorovna, nel dicembre del 1844.
Il risultato soddisfacente della visita, che aveva motivi prettamente terapeutici per la donna, soddisfò lo zar Nicola I al punto da indurlo ad offrire un presente in segno di ringraziamento. Le statue furono a questo punto inviate a Napoli, città visitata dalla famiglia imperiale qualche giorno prima del ritorno in Russia, proprio come dono.
Inizialmente le due statue vennero poste sul cancello d'ingresso laterale dei giardini reali, su via San Carlo. Successivamente, alla fine del XIX secolo, furono spostate nella zona frontale al Castel Nuovo. 

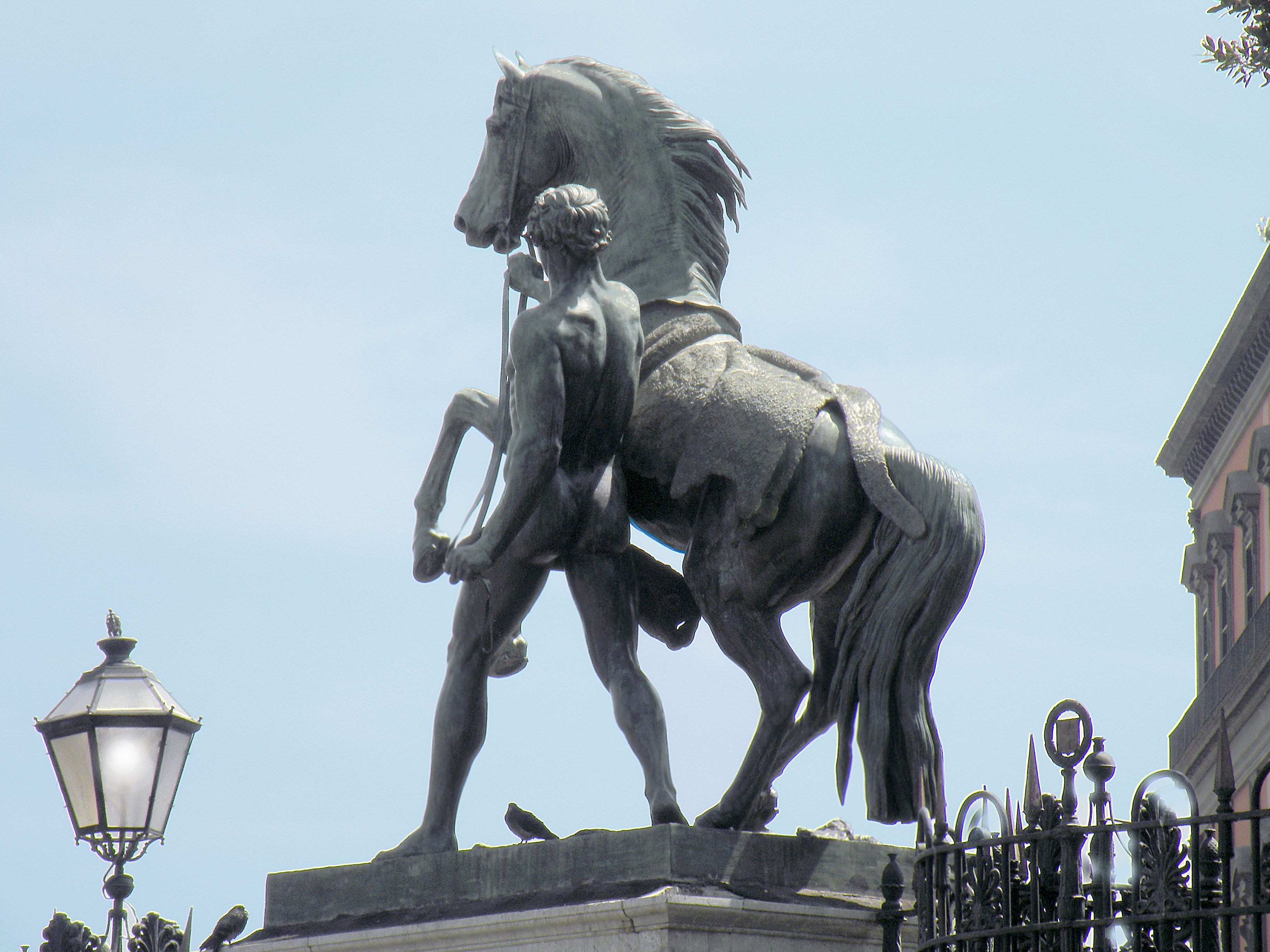
Il palafreniere di destra

I Cavalli russi, che raffigurano due palafrenieri nell'atto di domare i cavalli, sono originali identici di altre due monumentali statue equestri bronzee ammirabili a San Pietroburgo.
Il dono dello zar di Russia e l'incisione latina scolpita sotto le basi marmoree che sostengono le due sculture, sono testimonianza della forte intesa politica, culturale e commerciale che vi era tra lo stato russo e quello borbonico, all'epoca, tra i più ricchi del mondo.